# Wu Lianzhi
Wu Liangzhi (chinois : 吴连枝 ; pinyin : wú liánzhī), né en 1947 en république de Chine, est un pratiquant, enseignant de baji quan du style Wu de Mencun, famille ayant créé le baji quan.
Wu Liangzhi est le second fils de Wu Xiufeng (吴秀峰, wú xiùfēng).
Le baji quan est l'art martial des gardes du corps du dernier empereur de la dynastie Qing, Puyi, ainsi que du dernier président de la république de Chine, Tchang Kaï-chek, et du premier président de la république populaire de Chine, Mao Zedong.
Il mêle à la fois les techniques des arts martiaux internes et externes (comme la chemise de fer)
À partir de 1987, il a principalement invité des élèves et maîtres venant du Japon, Corée du Sud, Royaume-Uni, Allemagne, Hong Kong et Taïwan.
Il a également donné des conférences dans des écoles nationales d'arts martiaux au Japon, en Corée du Sud et en Italie.